# Crnogorska književnost
Crnogorska književnost obuhvaća književnost pisanu na crnogorskom i drugim jezicima na području suvremene Crne Gore od 9. st. do danas.

## Najstarija crnogorska književnost
- Ljetopis popa Dukljanina
- Miroslavljevo jevanđelje

U Duklji u 9. stoljeću su u uporabi bili latinica, glagoljica, ćirilica i grčko pismo. Dok su tragovi latinske i grčke pismenosti dukljanskoga perioda djelomično očuvani, o pismenosti na slavenskome jeziku postoje samo posredna svjedočanstva. Pretpostavka je da se glagoljska pismenost mogla razviti pod utjecajem snažnoga središta slavenske pismenosti u Ohridu. Uz Skadarsko jezero razvija se dukljansko-zetska književna djelatnost, a središte joj je Prečista Krajinska.
Važniji spomenici najstarije crnogorske književnosti:
- "Andreacijeva povelja", početak 9. st.;
- "Barski epitafi", 9. st., pisani u leoninskim heksametrima;
- "Legenda o Vladimiru i Kosari", 11. stoljeće, hagiografski zapis nepoznatog Zećanina, djelomično objavljen u glavi XXXVI kronike "Ljetopis popa Dukljanina";
- "Povelje dukljanskih vladara", akti dukljanskih kraljeva i plemstva 11. i 12. stoljeće.
- "Ljetopis popa Dukljanina", vjerojatno s kraja 12. stoljeća.
- "Miroslavljevo evanđelje", kojeg je s kraja 12. stoljeća za crkvu u Bijelome Polju prepisao Varsameleons, a manjim dijelom dopunio Grigorije Dijak.
- "Ilovačka krmčija", crkveno-pravni zbornik priređen 1262. za zetskog episkopa Neofita.
- "Zbornik popa Vasilija zvanog Dragolja", iz druge polovice 13. stoljeća s preradom traktata protiv bogumila i apokrifnim tekstovima.
- "Gorički zbornik", iz 1441. – 1442., sadrži prepisku u duhu bizantskog književnog nasljeđa Jelene Balšić i teologa Nikona Jerusalimca s otoka na Skadarskom jezeru.
- "Oktoih prvoglasnik" iz 1494. godine, djelo jeromonaha Makarija od Crne Gore, najpoznatiji od još četiri inkunabule iz Crnojevića tiskare na Cetinju.

## Povijest crnogorske književnosti
Najkompletnija povijest crnogorske književnosti je troknjižnje "Istorija crnogorske književnosti" na ukupno 1.620 strana, čiji su autori Radoslav Rotković, Novak Kilibarda i Milorad Nikčević.

## Suvremena crnogorska književnost
Suvremena crnogorska književnost je 1990-ih dala snažan poticaj obnovi nacionalne svijesti Crnogoraca i njihovim težnjama da obnove svoju državu i integriraju se u europske tokove.

### Crnogorska postmoderna
Po tumačenju Borislava Jovanovića, crnogorskog književnika i književnog kritičara, 1990-ih se, u crnogorskoj književnosti dogodio radikalni zaokret, od poglavito "guslarskih osnova" ka postmoderni, što je u korelaciji s metamorfozama na crnogorskoj političkoj sceni koja je, od polovice 19. i u 20. stoljeću, bila zatočenik jugoslavenske i velikosrpske utopije sa, i danas, još uvijek jakim utjecajem:
- "U povijesnoj ravni, crnogorska postmoderna poklapa se sa paklenim jugoslavenskim raspadom, odnosno, sa epohom postkomunizma. Otvorena su sva pitanja i desio nam se kraj jedne povijesne kolotečine. Crnogorska postmoderna jeste kraj velikih priča i posebno velikih crnogorskih utopija" ("Crnogorski književni urbanitet", str. 21).

Autori koji su djelovali od 1990-ih na paradigmi "crnogorskog književnog urbaniteta", a ona je obuhvaćala pisanje na crnogorskom jeziku, po Jovanovićevom tumačenju su dali nemjerljiv doprinos moderniziranju crnogorske kulturološke, a potom i političke svijesti:
- "Napravljen je državotvorni i književni otklon od tragičnih crnogorskih romantizama; to jeste najbitnija nacionalna tekovina na prijelazu tisućljeća - prijelomni čin. Nositelji ove reformske strategije bili su pisci, skupa s velikim dijelom crnogorske intelektualne i, kasnije, većeg dijela političke elite. Upravo tu se događao crnogorski postkomunistički i postpovijesni pogled na osobnu sudbinu... Crnogorci, zapravo, kao da su prvi put imali energije da, usprkos protucrnogorskom ugnjetavanju, nađu energiju, ne samo za ono što neće, već upravo, za ono što hoće. Bila je to posljednja, ali ovoga puta unutarnja, revolucija nade - koja je za svoju matricu imala emancipiranu, urbanu viziju Crne Gore, viziju do koje će se doći knjigom, a ne bratoubilačkim ratom" ("Isto", str. 41-42).

Crnogorska se književnost, ponajprije poezija 1990-ih izvukla "iz uvriježenog, lokalnog i ishematičnog sustava znakovlja" i uplovila u postmodernu (citati iz knjige Borislava Jovanovića "Biblion:Crnogorska poezija devedesetih"):
- "Nulta točka postmoderne crnogorske književnosti nalazi se u poeziji. Prije dvadesetak godina i ovdje se, poslije opće iscrpljenosti (i žilavosti) moderniziranog epskog modaliteta pjesme, na pisanje i čitanje počelo gledati iz drugog autorskog i književno-teorijskog koncepta. Govor je sve više postajao pismo. U međuvremenu je poetska praksa izmijenila crnogorskog pjesništvo... Bila je to, uglavnom, mlada generacija s redefiniranim shvaćanjem pjesničkoga iskaza, potpuno suprotnog tadašnjem književnom trendu. Radikalnog, ciničnog i ludističkog" (str.7-8).

## Poznata djela crnogorske književnosti
- "Ljetopis popa Dukljanina"
- "Miroslavljevo evanđelje"
- "Oktoih"
- "Gorski Vijenac"
- "Luča mikrokozma"

## Autori

### 18. – 19. stoljeće
- Andrija Zmajević, barokni pjesnik i teolog
- Vasilije Petrović Njegoš
- Petar I. Petrović Njegoš
- Petar II. Petrović Njegoš
- Nikola I. Petrović Njegoš
- Stjepan Mitrov Ljubiša
- Marko Miljanov

## 20. stoljeće
Popis prema vremenskoj kronologiji stupanja na književnu scenu pojedinih autora:

### 1930-ih
- Risto Ratković, Savić Marković Štedimlija, Radovan Zogović, Milovan Đilas, Mirko Banjević Nikola Lopičić

### 1940-ih
- Mihailo Lalić, Čedo Vuković, Aleksandar Leso Ivanović, Janko Ðonović

### 1950-ih
- Božo Bulatović, Jevrem Brković, Vito Nikolić, Ćamil Sijarić, Miodrag Bulatović

### 1960-ih
- Mirko Kovač, Ratko Vujošević, Čedo Vulević, Sreten Asanović, Radoje Radojević, Veljko Kovačević, Novak Kilibarda

### 1970-ih
- Marko Vešović, Borislav Jovanović, Zuvdija Hodžić, Mladen Lompar, Husein Bašić, Danilo Radojević, Vojislav Vulanović, Veljko Radović

### 1980-ih
- Milorad Popović, Bogić Rakočević, Miraš Martinović, Ljubeta Labović

### 1990-ih
- Dragan Radulović, Pavle Goranović, Ognjen Spahić, Balša Brković, Andrej Nikolaidis, Milovan Radojević, Aleksandar Bečanović, Željko Milović Momčilo Zeković, Dragana Tripković, Zoran Vulević, Dragana Kršenković Brković

## Izabrane antologije
- "Koret na asfaltu", prva antologija suvremene crnogorske ženske poezije, 2013.[1][2][3]

## Vanjske poveznice
- Izbor iz crnogorske književnosti na Montenegrini.net (crn.)